# Nebetnehat
 (juin 2024).
Nebetnehat (« La dame du sycomore » ; le nom étant l'un des attributs de la déesse Hathor) est une ancienne reine consort égyptienne du milieu de la XVIIIe dynastie. Elle est la grande épouse royale d'un pharaon non identifié. Son nom n'est connu que grâce à un fragment de vase canope en albâtre trouvé dans la vallée des Reines. Le vase faisait partie d'une découverte appelée « Tombeau des Princesses ».
Son titre de Grande épouse royale, ainsi que la période durant laquelle elle a vécu, incitent à penser qu'elle aurait pu être l'une des épouses du pharaon Amenhotep III ainsi que l'une de ses proches parentes, peut-être l'une de ses filles ou de ses sœurs.